# Dolmen de Chalais
Le dolmen de Chalais est  situé à Chalais dans le département français de l'Indre.

## Historique
C'est, semble-t-il, l'abbé François Voisin qui signale pour la première fois ce monument, lors d'une séance du Congrès archéologique de France, tenue à Châteauroux en 1873.

## Description
La table de couverture, de forme triangulaire, repose sur le sol côté ouest et sur deux orthostates côté est, le plus important mesure 2 m de long sur 1 m de hauteur. Le dolmen a été endommagé lorsque le propriétaire du terrain voisin a creusé un large fossé côté nord entraînant la chute du support nord et l'effondrement de la table dont l'angle fut probablement brisé dans la chute. Les dalles sont en grès d'origine locale.